# Station Łaskarzew
Station Łaskarzew is een spoorwegstation in de Poolse plaats Łaskarzew.